# Louis Van Geyt
Louis Robert Van Geyt (Antwerpen, 24 september 1927 – 14 april 2016) was een Belgisch politicus voor de KPB.

## Levensloop
Louis Van Geyt groeide op in een liberale en vrijzinnige familie. Zijn vader was magistraat en werd vervolgens Nederlandstalig professor in burgerlijk recht aan de ULB. Hij volgde vier jaar lager onderwijs in het Nederlands in Antwerpen en zette zijn opleiding vervolgens verder in het Frans in Brussel, met als gevolg dat hij perfect tweetalig was.
Vanaf 1945 studeerde Van Geyt aan de ULB te Brussel. Hij behaalde er in 1946 een diploma van kandidaat burgerlijk ingenieur en schakelde toen over naar economische en financiële wetenschappen, waarin hij in 1949 afstudeerde. Tijdens zijn studententijd was hij actief in het Brusselse linkse universitaire milieu. Hij werkte in het begin van de jaren 1950 een achttal maanden bij de economische studiedienst van de Nationale Bank van België, die hij verliet om te gaan werken op de studie- en documentatiedienst van de Kommunistische Partij van België (KPB). Van 1949 tot 1952 zetelde hij eveneens in het nationaal bureau van de communistische jongerenbeweging Jeunesse Populaire de Belgique en hij was ook redacteur van het communistische partijkrant Le Drapeau Rouge. Ook was hij als adjunct tewerkgesteld op het organisatiesecretariaat van de KPB. In 1960 werd hij lid van het Politiek Bureau van de partij en algauw groeide hij uit tot een van de leidende figuren van de Brusselse federatie van de partij. Van 1971 tot 1972 was Van Geyt nationaal secretaris van de KPB-PCB.
Van 1964 tot 1970 was hij communistisch gemeenteraadslid in Brussel en van 1971 tot 1981 was hij lid van de Kamer van volksvertegenwoordigers voor het arrondissement Brussel. Hij werd daarmee de enige en laatste Nederlandstalige communist in de Kamer van volksvertegenwoordigers. Als Vlaamse verkozene van een overwegend Franstalige partij gebruikte hij in zijn toespraken de twee landstalen naast elkaar. In de periode december 1971-oktober 1980 zetelde hij als gevolg van het toen bestaande dubbelmandaat ook in de Cultuurraad voor de Nederlandse Cultuurgemeenschap, die op 7 december 1971 werd geïnstalleerd. Vanaf 21 oktober 1980 tot november 1981 was hij tevens korte tijd lid van de Vlaamse Raad, de opvolger van de Cultuurraad en de voorloper van het huidige Vlaams Parlement.
In 1972 volgde hij de overleden Marc Drumaux op als voorzitter van de KPB. Hoewel de partij onder zijn voorzitterschap een gematigde, "eurocommunistische" koers voer, allianties vormde met links-progressieve christelijke bewegingen en hijzelf ook bij niet-communisten op respect kon rekenen, kon hij niet beletten dat de partij onder zijn voorzitterschap langzaam in stemmenaantal afkalfde en uiteindelijk uit het parlement verdween. Van Geyt bleef partijvoorzitter tot in 1989, toen de KPB opgedeeld werd in een autonome Vlaamse (KP Vlaanderen) en Franstalige vleugel (PC Wallonie). Van Geyt werd actief in de KP Vlaanderen, maar aanvaardde tegelijkertijd het voorzitterschap van de Unie der Kommunisten van België, het overkoepelend orgaan boven de autonome Vlaamse en Franstalige communistische partij, dat in 1995 werd ontbonden. Ook was Van Geyt actief in bewegingen die ijverden voor vrede en internationale solidariteit en in enkele burgerverenigingen rond huisvesting en stadsvernieuwing. 
Na zijn dood schonk hij zijn lichaam aan de wetenschap, er vond geen begrafenisplechtigheid plaats.